# Les Visiteurs (film, 1972)
Pour les articles homonymes, voir Les Visiteurs.
Pour plus de détails, voir Fiche technique et Distribution.
Les Visiteurs (The Visitors) est un film américain réalisé par Elia Kazan, sorti en 1972.

## Synopsis
Bill Schmidt vit en paix avec sa femme et son fils lorsque Tony et Mike, deux anciens compagnons du guerre du Viêt Nam, viennent s'installer chez lui. On comprend peu à peu qu'ils sont venus pour régler de vieux comptes. En effet après deux ans de prison pour le viol et le meurtre d'une jeune Vietnamienne, Tony et Mike viennent d'être libérés et leur unique but est de se venger de Bill Schmidt qui les avait dénoncés.

## Fiche technique
- Titre : Les Visiteurs
- Titre original : The Visitors
- Réalisation : Elia Kazan
- Scénario : Chris Kazan (basé sur l'Incident de la colline 192)
- Musique : Johann Sebastian Bach
- Photographie : Nicholas T. Proferes
- Montage : Nicholas T. Proferes
- Production : Chris Kazan et Nicholas T. Proferes
- Société de production : Home Free
- Société de distribution : United Artists
- Pays d'origine : États-Unis
- Format : Super 16mm, Couleur
- Genre : Drame
- Durée : 90 minutes
- Date de sortie : 1972 (USA)

## Distribution
- James Woods : Bill Schmidt
- Patrick McVey : Harry Wayne
- Patricia Joyce : Martha Wayne
- Steve Railsback : Mike Nickerson
- Chico Martinez : Tony Rodrigues

## Commentaires
- Après la grosse machine hollywoodienne et les acteurs renommés de L'Arrangement, Elia Kazan décide, d'après un scénario de son fils Chris, de tourner un petit film en super 16 mm avec des acteurs inconnus, parmi lesquels la future star James Woods. Le résultat donne un film tragique et sobre, d'une froideur presque clinique. La photographie hivernale rappelle le grain du super 8 à forte composante émotionnelle. Décidément, même quand Kazan veut faire "petit", sa puissance dramatique fait éclater la modestie du format. Ce film méconnu dans l'œuvre de Kazan marque pourtant un point culminant dans l'étude des comportements humains au cinéma. Le thème de la vengeance est ici décrit avec une violence dérangeante qui laisse un mauvais goût dans la bouche.[non neutre]